# Slamna vas
Slamna vas – wieś w Słowenii, w gminie Metlika. W 2018 roku liczyła 121 mieszkańców.